# Cantonul Thiers
Cantonul Thiers este un canton din arondismentul Thiers, departamentul Puy-de-Dôme, regiunea Auvergne, Franța.

## Comune
- Dorat
- Escoutoux
- Thiers (reședință)